# Gastronomía de las Islas Salomón

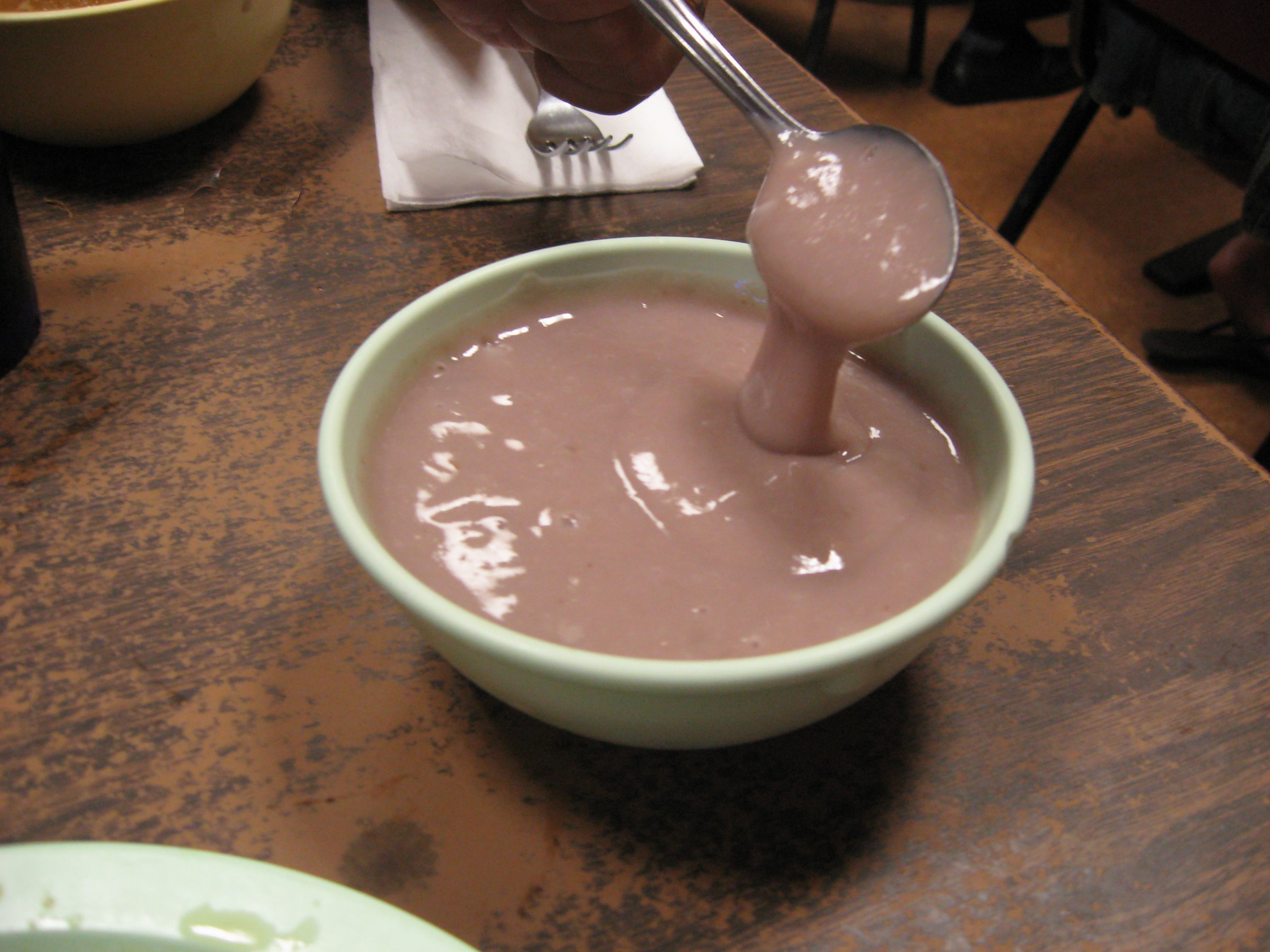
Poi, servido durante cualquier celebración salomonense.

La gastronomía de las Islas Salomón ha sido desarrollada durante 5.000 años de influencias externas, de hecho, de los españoles, las islas recibieron el ganado y a partir de los indios y asiáticos obtuvieron especias, verduras y frutas exóticas. 
Las islas eran colonias posteriores de los ingleses, que dejaron su marca culinaria. Las principales ocupaciones de los locales son la pesca y la agricultura, por lo que el pescado, coco, yuca, batata y una alta variedad de verduras y frutas figuran en la gastronomía local.

## Fundamentos
Las técnicas de cocción incluyen horneado, ebullición y fritura. Los platos especiales se realizan con todo tipo de ingredientes. El pescado es la carne de primera necesidad en la cocina salomonense. Por lo general, cualquier tipo de carne se cocina y se sirve con papas dulces, arroz, yuca y muchas otras verduras. Al lado de la cocina tradicional muchos platos locales de la cultura tanto de Europa y Asia se pueden encontrar fácilmente y se sirve en cualquier restaurante o del hogar de este país.